# Javaanse tijger
De Javaanse tijger (Panthera tigris sondaica) is een van de drie ondersoorten van de tijger die zijn uitgestorven. Pas in 2008 werd deze tijger als uitgestorven geplaatst op de Rode Lijst van de IUCN.

## Kenmerken
De Javaanse tijger verschilt van andere ondersoorten in de grootte van enkele delen van de schedel. Deze verschillen zijn groot genoeg om enkele biologen ervan te overtuigen dat de Javaanse tijger kleiner is dan de Aziatische vasteland tijgers maar groter dan de Balinese tijger. De Javaanse tijger is samen met de Sumatraanse tijger nauwelijks verschillend van grootte, alleen heeft de Javaanse tijger dunnere strepen die talrijker zijn. De neus van een Javaanse tijger was ook smaller, net zoals zijn hoofd. Sinds 2017 vormen deze drie ondersoorten van de tijger één ondersoort, P. t. sondaica.
De poten van een Javaanse tijger zijn groter van diameter dan die van een Bengaalse tijger en ook sterker. De poten van de Javaanse tijger kunnen de poten van paarden of waterbuffels zeker breken.
Mannetjes hadden een gemiddelde lichaamslengte van tweehonderdvijftig centimeter en wogen tussen honderd en honderdvijftig kilogram. Vrouwtjes waren kleiner dan mannetjes.

## Voorkomen
Aan het begin van de 19de eeuw waren er overal op Java nog tijgers. Rond 1940 waren ze alleen nog maar te vinden in de meest afgelegen bossen en gebergten. in 1970 waren er naar de mens wetende alleen nog maar tijgers in het bosgebied rond de berg Meru Betiri in het zuidoosten van de provincie Oost-Java. Dit ruige gebied met glooiend terrein was nog niet in cultuur gebracht. Een gebied van vijfhonderd vierkante kilometer werd in 1972 aangewezen als natuurreservaat. De laatste tijgers werden daar in 1976 waargenomen. De soort geldt sinds 1978 als uitgestorven, maar een deel van de bevolking van Java denkt dat er nog een aantal exemplaren in leven zijn. Vaak beweren mensen dat ze een tijger of sporen van een tijger hebben gezien. Waarschijnlijk worden echter sporen van Javaanse panters aangezien voor tijgersporen. De tijger is uitgestorven doordat er op gejaagd werd en omdat de natuurlijke habitat landbouwgebied werd.

## Uitroeiing
In de jaren 1830 werden er premies uitgeloofd voor de jacht op de Javaanse tijger. Rond 1850 beschouwden mensen op het platteland het als een plaag. Het doden van tijgers nam toe aan het begin van de 20e eeuw toen 28 miljoen mensen op Java woonden en de rijstproductie onvoldoende was om de groeiende menselijke bevolking adequaat te voorzien. Binnen vijftien jaar werd honderdvijftig procent meer land vrijgemaakt voor rijstvelden. In 1938 bedekte natuurlijk bos drieëntwintig procent van het eiland. In 1975 was er nog maar acht procent van het bos over en was de menselijke populatie toegenomen tot 85 miljoen mensen. In dit door mensen gedomineerde landschap werd de uitroeiing van de Javaanse tijger versterkt door de samenloop van verschillende omstandigheden en gebeurtenissen:
- Tijgers en hun prooi werden op veel plaatsen vergiftigd in de periode dat hun leefgebied snel werd ingekrompen.
- Natuurlijke bossen werden na de Tweede Wereldoorlog steeds meer gefragmenteerd voor plantages van teak (Tectona grandis), koffie en rubber (Hevea brasiliensis), die ongeschikte leefgebieden waren voor dieren in het wild.
- Het Javaans hert, ook wel rusa genoemd, de belangrijkste prooisoort van de tijger, ging in de jaren zestig in verschillende reservaten en bossen verloren door ziekten.
- Tijdens de periode van de zuiveringen na 1965 trokken gewapende groepen zich terug in reservaten, waar ze de resterende tijgers doodden.

In 1960 werd de tijgerpopulatie in Nationaal park Ujung Kulon geschat op tien tot twaalf exemplaren. Tot het midden van de jaren zestig overleefden tijgers in drie beschermde gebieden die in de jaren twintig tot dertig waren ingesteld: Ujung Kulon, Nationaal park Baluran en Natuurreservaat Leuweng Sancang. Na de periode van de zuiveringen werden daar geen tijgers meer waargenomen. 
In 1971 werd een ouder tijgervrouwtje doodgeschoten in een plantage bij de berg Meru Betiri in het zuidoosten van Java. Het gebied werd in 1972 opgewaardeerd tot een natuurreservaat, er werd een kleine bewakingsmacht opgericht en er werden vier projecten voor habitatbeheer gestart. Het reservaat werd ernstig verstoord door twee grote plantages in de grote rivierdalen, die de meest geschikte habitat voor de tijger en zijn prooi bezetten. In 1976 werden sporen gevonden in het oostelijke deel van het reservaat, wat wees op de aanwezigheid van drie tot vijf tijgers. Slechts een paar bantengs overleefden dicht bij de plantages, maar sporen van de Javaanse rusa werden niet waargenomen. Een tijger werd gedood samen met zeven Javaanse luipaarden tijdens Rampokan in Kediri, Oost-Java, circa 1900.
Na 1979 werden geen waarnemingen meer van tijgers in Meru Betiri bevestigd. In 1980 werd aanbevolen om het natuurreservaat uit te breiden en de verstorende invloed van de mens op het kwetsbare ecosysteem te elimineren. De Indonesische natuurbeschermingsautoriteit voerde deze aanbevelingen in 1982 uit door het reservaat als nationaal park aan te merken. Deze maatregelen waren te laat om de weinige overgebleven tijgers in de regio te redden. In 1987 voerde een groep van dertig studenten van de Bogor Agricultural University (Institut Pertanian Bogor) een expeditie uit naar Meru Betiri. Ze doorzochten het gebied in groepen van vijf en vonden tijgeruitwerpselen en sporen.
In het westen van Java ligt het Halimun-reservaat, tegenwoordig geïntegreerd in het Nationaal park Gunung Halimun. Daar werd in 1984 een tijger gedood en in 1989 gevonden pugmarks waren zo groot als die van een tijger. Een expeditie van zes biologen die in 1990 werd uitgevoerd, leverde echter geen definitief, direct bewijs op voor de aanwezigheid van een tijger. Een volgend onderzoek werd gepland in het Nationaal park Meru Betiri in de herfst van 1992 met de steun van WWF Indonesië, waarbij voor het eerst cameravallen werden ingezet. Van maart 1993 tot maart 1994 werden op negentien locaties camera's ingezet, maar deze leverden geen foto op van een tijger. Gedurende deze periode zijn er geen sporen ontdekt die wijzen op de aanwezigheid van tijgers. Nadat het eindrapport van dit onderzoek was gepubliceerd, werd de Javaanse tijger uitgestorven verklaard.
Geruchten en aanwijzingen over de mogelijke aanwezigheid van tijgers in Nationaal park Meru Betiri waren voor Indra Arinal, hoofddirecteur van het park, aanleiding om een nieuwe zoektocht te starten. Met steun van het Sumatraanse Tijgerproject werden in het najaar van 1999 twaalf parkmedewerkers opgeleid om cameravallen op te zetten en hun waarnemingen in kaart te brengen. Het Canadese The Tiger Foundation leverde infraroodcamera's. Ondanks een jaar werk fotografeerden ze geen tijger, maar enkel prooien en veel stropers.

## Vermeende waarnemingen

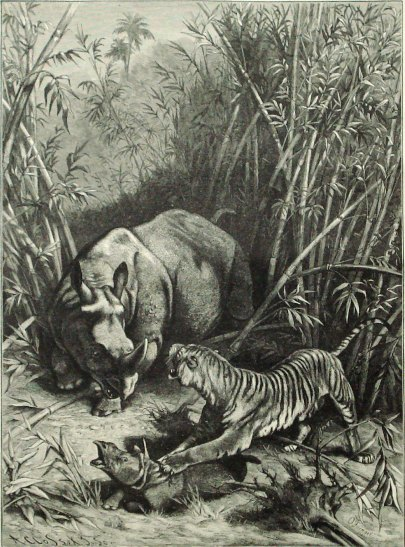
Javaanse Tijger

Toch zijn er altijd nog inwoners van het Indonesische eiland geweest die claimen een tijger of tijgersporen te hebben gezien. Vrijwel altijd werden deze verward met sporen van Javaanse luipaarden, die nog op het eiland voorkomen. De kans is er zeker nog steeds dat er Javaanse tijgers nog in leven zijn op Java en dat de stropers en jagers van vroeger de bossen op de bergen van het eiland nog niet zo goed geïnspecteerd hebben.
In augustus 2017 fotografeerde een boswachter een vermeende Javaanse tijger in Nationaal park Ujung Kulon. Een tijgerexpert identificeerde het dier later als een Javaanse luipaard.
Een haar, gevonden op een hek in 2019 bij het dorp Cipendeuy in het zuiden van Sukabumi, West-Java, bleek door genetische analyse in 2022 tot dezelfde groep behoorde als zoölogisch specimen van de Javaanse tijger.

## Voedsel
De Javaanse tijger jaagde op Javaans herten (Rusa timorensis), bantengs (Bos javanicus) en wilde zwijnen (Sus scrofa); en minder vaak op watervogels en reptielen. Er is niets bekend over de draagtijd of levensduur in het wild of in gevangenschap. Tot aan de Tweede Wereldoorlog werden enkele Javaanse tijgers gehouden in enkele Indonesische dierentuinen die tijdens de oorlog gesloten waren. Na de oorlog was het gemakkelijker om Sumatraanse tijgers te krijgen.

## Afbeeldingen

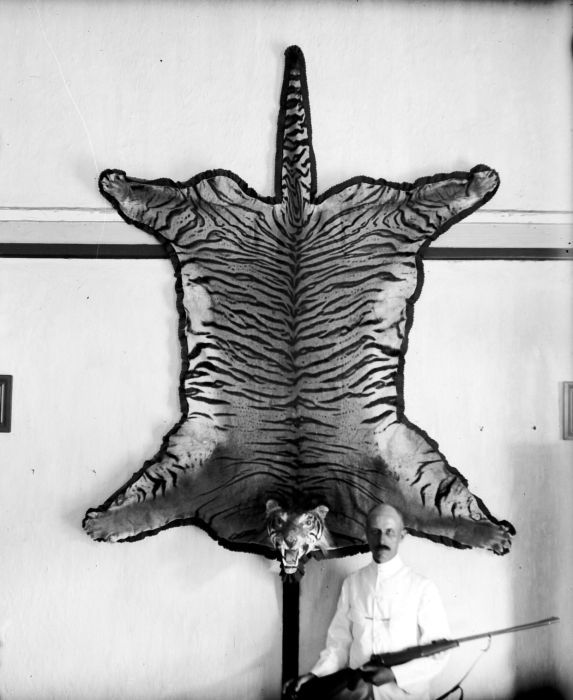
Jager met huid van een Javaanse tijger, 1915
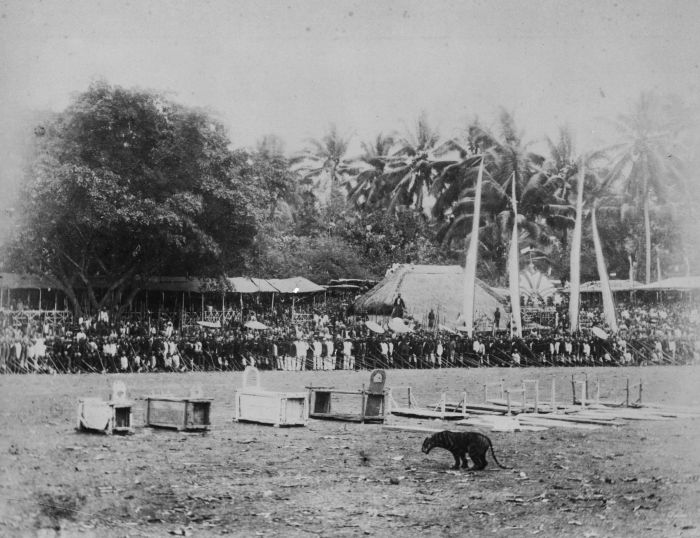
Tijgergevecht op Java, 1870-1892
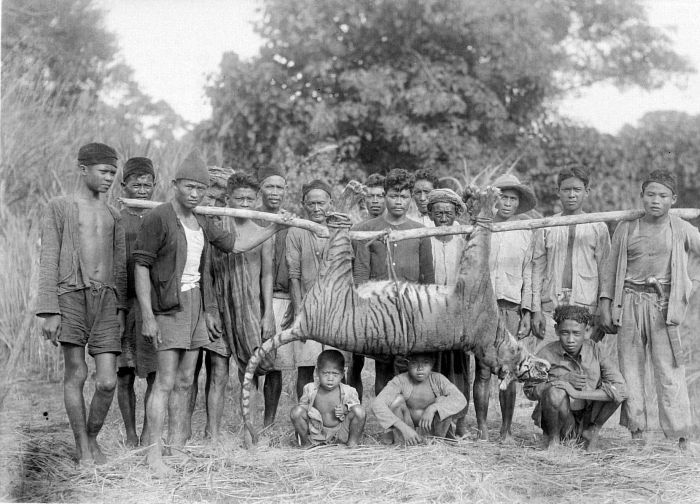
In 1941 op West-Java geschoten tijger

Siberische tijger (P. t. altaica) · Noord-Indochinese tijger (P. t. amoyensis) · Balinese tijger (P. t. balica) · Chinese tijger (P. t. corbetti) · Maleise tijger (P. t. jacksoni) · Javaanse tijger (P. t. sondaica) · Sumatraanse tijger (P. t. sumatrae) · Bengaalse tijger (P. t. tigris) · Kaspische tijger (P. t. virgata)